# Pterotermes occidentis
Pterotermes occidentis är en termitart som först beskrevs av Walker 1853.  Pterotermes occidentis ingår i släktet Pterotermes och familjen Kalotermitidae. Inga underarter finns listade.